# Bascinet

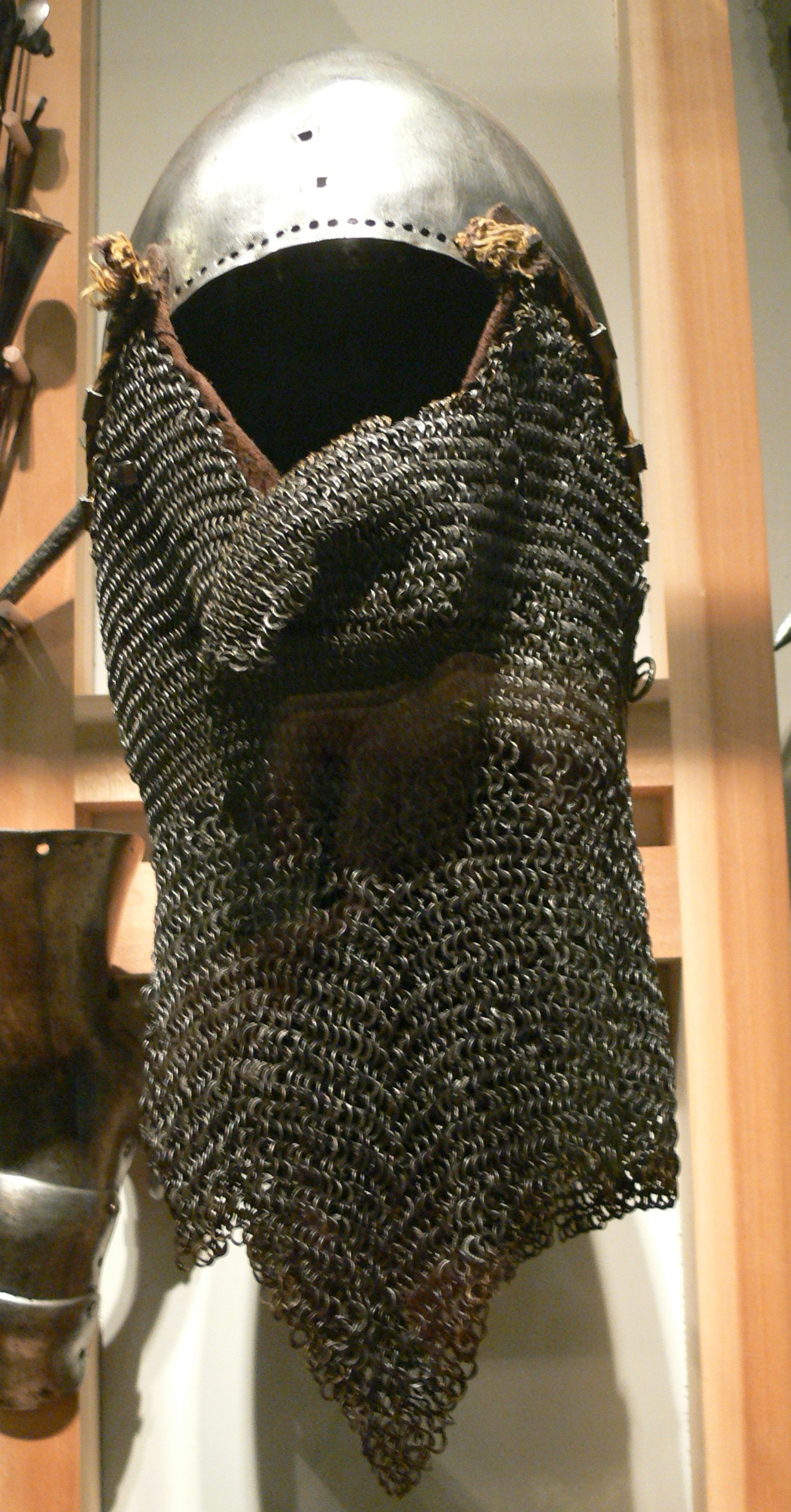
Bascinet met een maliënkraag

De bascinet was een middeleeuwse helm uit Europa. Hij evolueerde uit het helmtype cervellière, maar had een meer gepunte top boven op het hoofd, en hij liep door tot aan de nek om deze te beschermen. Vaak werd een maliën schouder- en halsbeschermer aan de rand van de helm bevestigd. Vanaf ca. 1330 werd dikwijls een vizier toegevoegd om het tot nog toe onbeschermde gezicht te bedekken. Vanaf de vijftiende eeuw werd het maliën schouderstuk vervangen door een ringkraag van metalen platen, waardoor de zogenaamde "grote bascinet" ontstond.

## Ontwikkeling
De eerste vermelding van de bascinet (bazineto) was in de Italiaanse stad Padua in 1281, toen het gedragen werd door de infanterie. 
Het is verondersteld dat de bascinet evolueerde uit een simpele ijzeren ronde helm die enkel het bovenste deel van de schedel beschermde en bekend staat als de cervellière. De cervellière werd gedragen met een maliën kap, ofwel als de enige vorm van hoofdbescherming of onder een grote helm. De bascinet onderscheidt zich van de cervellière door zijn hogere, puntigere top. Tegen ongeveer 1330 waren de randen van de bascinet verlaagd zodat ze nu ook de zijkanten van het hoofd beschermden. Binnen de volgende 20 jaar bedekte hij het hoofd tot aan de nek en de wangen. De bascinet, zonder visier, bleef gedragen worden onder grote helmen.

### Maliënkragen
In tegenstelling tot de cervellière, die dikwijls samen of onder een volledige maliënkap gedragen werd, werden vroege bascinets doorgaans gedragen met maliënkraag om de nek en keel te beschermen en die bevestigd was aan de onderste rand van de helm zelf. De vroegste maliënkragen waren rechtstreeks vastgeklonken aan de rand van de helm, maar rond 1320 begon een afneembare versie dit te vervangen. De afneembare maliënkraag was verbonden aan een leren band, die op zijn beurt aan de onderste rand van de bascinet bevestigd werd met een aantal knoppen op de helm, vervelles genoemd. De vervelles werden in gaten in de leren band geschoven, en een koord werd door de gaten in de vervelles gehaald om de leren band vast te houden.

## Gezichtsbescherming

#### Bretèche

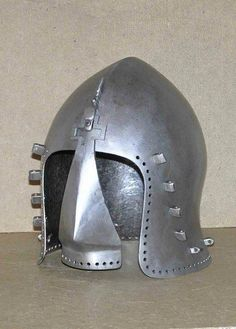
Bascinet met een bretèche

De afbeelding rechts toont een bascinet met een type van een afneembare, metalen neusbeschermer met de naam bretèche. De bretèche werd bevestigd aan het deel van de maliënkraag bij de kin en werd vastgemaakt met behulp van een haak of klem aan de voorkant van de helm. Volgens Böheim werd dit type vooral gebruikt in Duitsland. Het werd waarschijnlijk voor het eerst gebruikt rond 1330 en begon in gebruik af te nemen rond 1370. De bretèche was ook aanwezig in Italië; een van de eerste afbeeldingen ervan is op het ridderstandbeeld van Cangrande della Scala, die stierf in 1329. Een bascinet is ook te zien op de tombe van Bernardino dei Barbanzoni in het Museo Lapidario Estense in Modena. Een voordeel van de bretèche was dat het gedragen kon worden onder een grote helm, maar ook enige gezichtsbescherming gaf als die helm afgenomen was. Het gebruik van de bretèche kwam voor dat de klapvizieren, maar bleef nog even in gebruik terwijl ook deze al gebruikt werden.

#### Vizieren
Met de bascinet, zelfs met de maliënkraag, was het gezicht nog steeds kwetsbaar. Vanaf ongeveer 1330 werd de bascinet vaak gedragen met gezichtsbescherming of een beweegbaar vizier.
Het klapvizier was een type vizier dat gebruikt werd bij bascinets vanaf ongeveer 1330-1340; dit type vizier werd aan één punt in het centrum van het stuk van de helm dat het voorhoofd beschermde gehangen. Het werd vooral gebruikt in Duitsland, maar ook in Noord-Italië. Het gebruik van klapvizieren in Italië lijkt opgehouden te hebben rond 1380, maar bleef in gebruik in Duitsland tot in de vijftiende eeuw. Het klapvizier hield het midden tussen het de bretèche en een vizier waarvan de draaipunten zich aan de zijkanten van de helm bevonden. De afbakening van het begrip klapvizier is niet geheel duidelijk; een minderheid klasseert alle kleinere vizieren (de vizieren die enkel de stukken gezicht beschermden die dat nog niet werden door de maliënkraag) als klapvizieren, zonder de constructie van het scharniermechanisme in acht te nemen. De bronnen komen echter overeen dat de klapvizieren met hun andere definitie van 'kleine vizieren' de grotere vizieren voorafgingen, die bijna altijd gebruikt werden met twee scharnierpunten aan de zijkanten van de helm en terug te vinden zijn in de latere veertiende eeuw.

#### Hondensnuitvizier

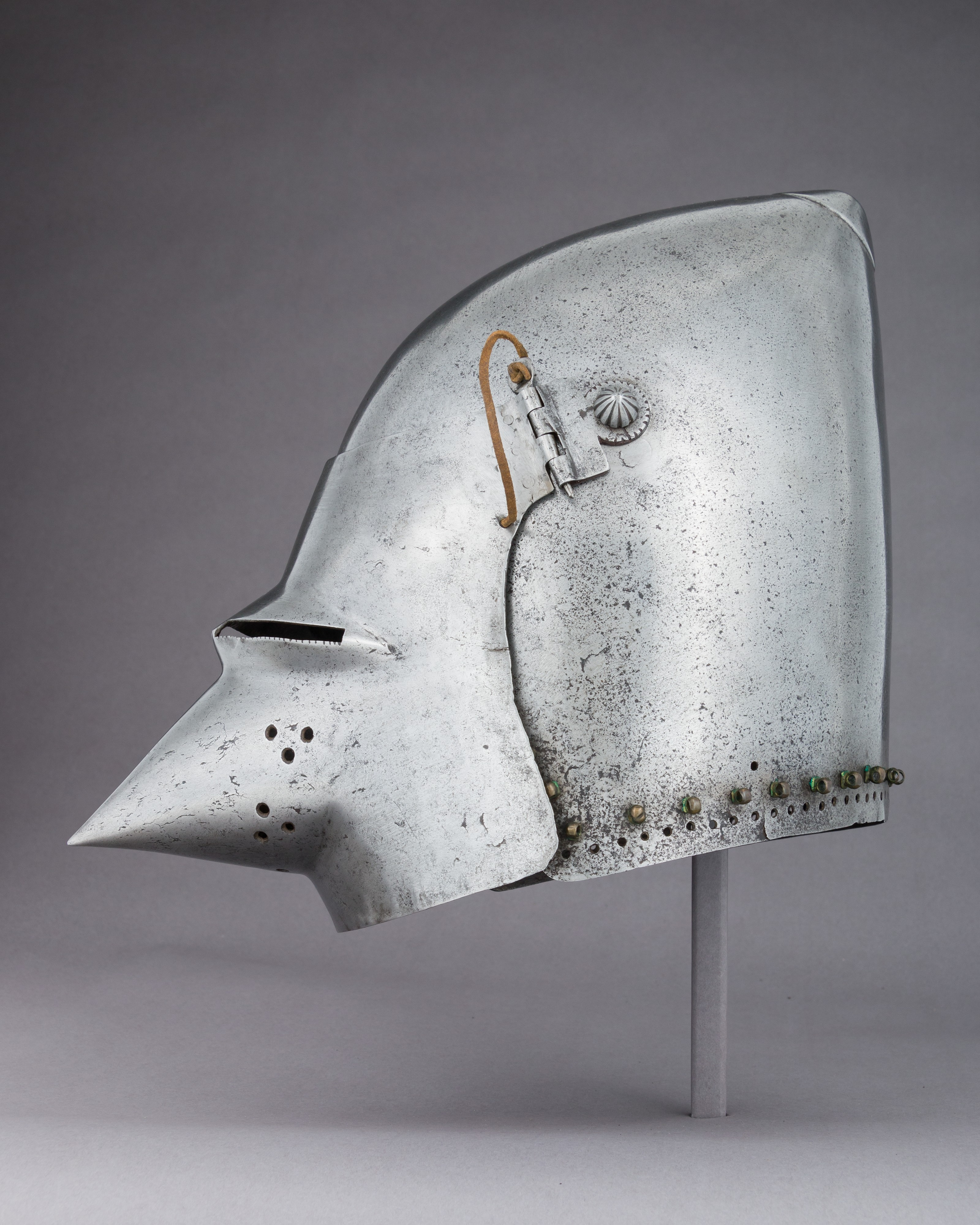
Bascinet met een hondensnuitvizier

Of het nu een klapvizier of een vizier met twee scharnierpunten was, de viziers uit de eerste helft van de veertiende eeuw waren gewoonlijk relatief plat. De ooggaten hadden een rand rond zich om wapens te laten afkaatsen. Vanaf ongeveer 1380 kreeg het vizier, dat op dat moment al veel groter was dan vroegere vormen, een kegelvormige punt als een muilkorf of snavel. Dit vizier kreeg de naam 'hondensnuitvizier' of 'varkenssnuitvizier'. De vooruitstekende punt bood betere bescherming voor het gezicht tegen slagen door ze te laten afketsen. Dit kwam ook de ventilatie ten goede, aangezien de grotere oppervlakte het toeliet dat er meer ventilatiegaten in het vizier gemaakt konden worden.

#### Ronde vizieren

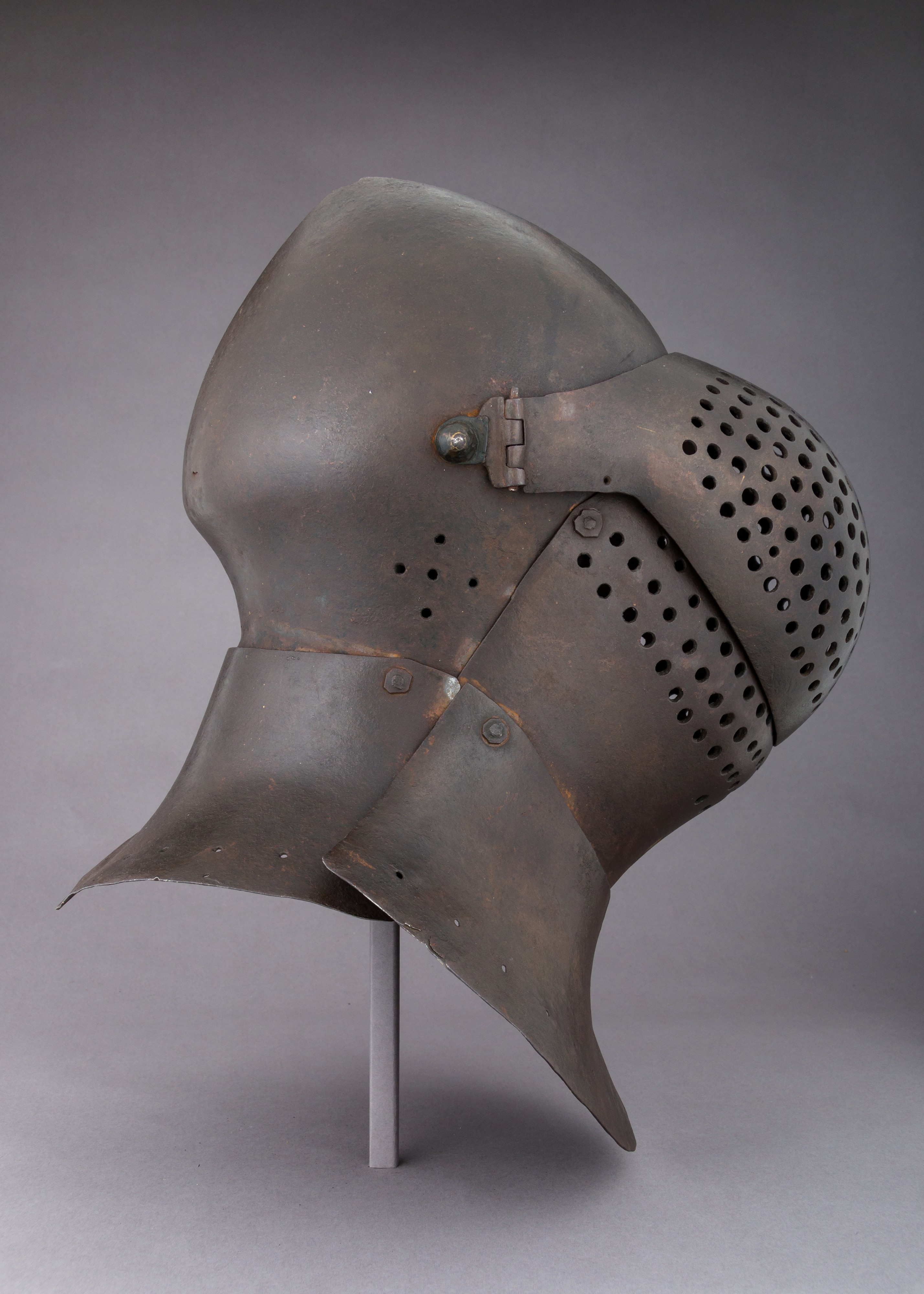
Bascinet met een rond vizier

Vanaf ongeveer 1410 verloren de bascinetvizieren hun gepunte hondensnuitvorm, en ze werden steeds ronder. Tegen 1435 hadden de helmen een "aapachtig" profiel gekregen. Ventilatiegaten in het vizier waren dan gewoonlijk groter en met meer.

## Latere evolutie
Tussen ongeveer 1390 en 1410 werd de bovenkant van de bascinet steeds langer met een scherpere punt, die er soms zelfs voor zorgde dat de achterkant van de helm bijna verticaal omhoog liep. Tien jaar later begonnen zowel de helm als het vizier ronder te worden. Zo raakten rondere vormen in gebruik tegen ongeveer 1450. Tijdens dit proces begon de helm ook meer te passen rond het hoofd en begon hij de vormen van de nek te volgen.

### Bevors en ringkragen

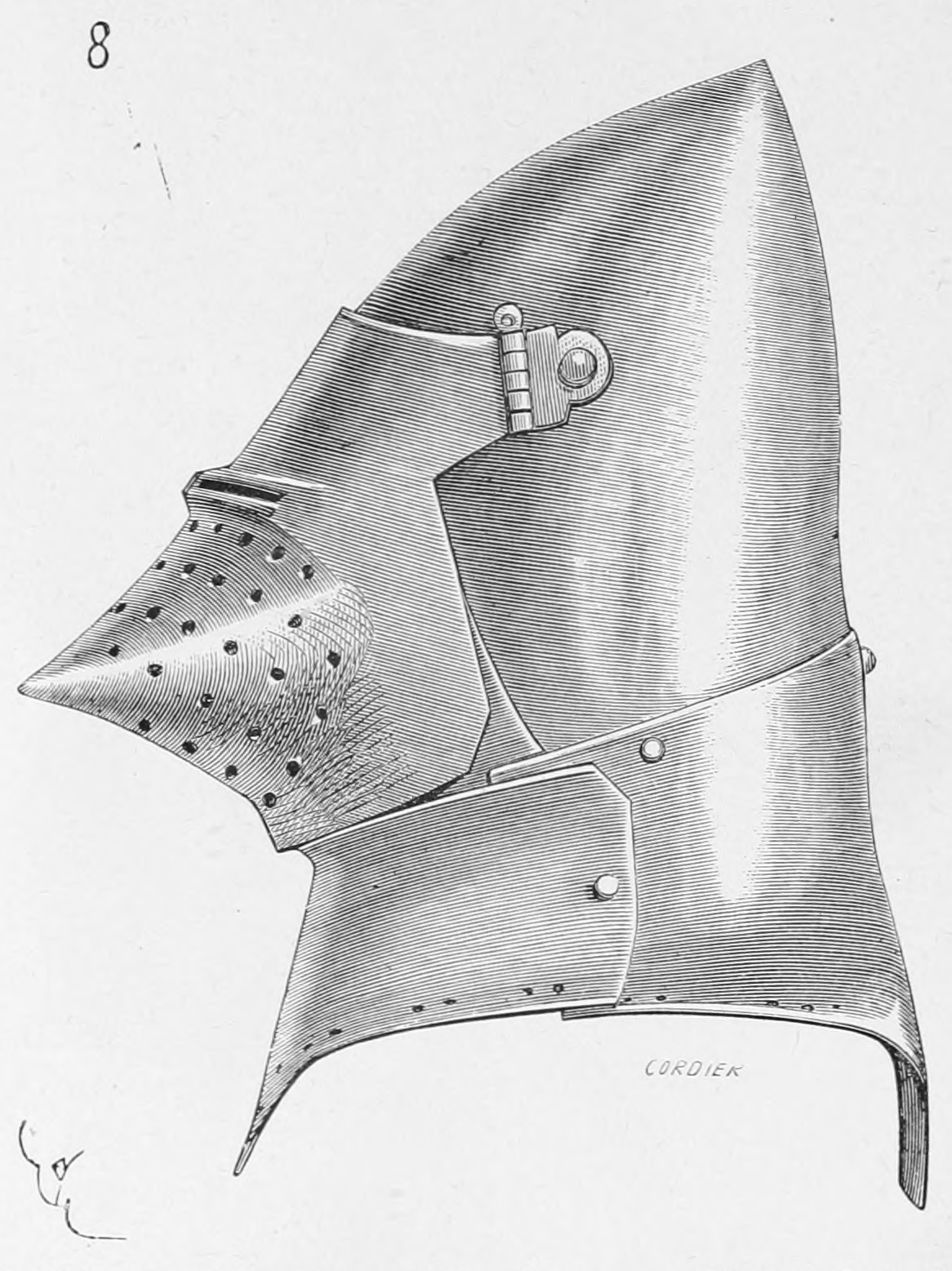
Vroege grote bascinet (circa 1400)

Rond 1350 werden Franse bascinets steeds meer vastgemaakt aan een scharnierend kin- of kaakstuk (bevor), waarop het vizier zou kunnen rusten. Het vizier en de bevor die elkaar ondersteunden zorgden zo dus voor een betere bescherming tegen zwaardslagen. Dit werd vooral gebruikt als extra bescherming bij de maliënkraag, en niet om deze te vervangen.
De bascinet waaraan een maliënkraag bevestigd was, was relatief zwaar en het grootste deel van het gewicht werd gedragen door het hoofd. In ca. 1400-1410 werden flexibele plaatbeschermingen (rinkraag) voor de hals geïntroduceerd. Deze vervingen de maliënkraag en verplaatsten het gewicht van de hals- en nekbescherming van het hoofd naar de schouders. Op hetzelfde moment werd er ook een plaatbescherming geïntroduceerd die de wangen en het lagere deel van het gezicht beschermde. Deze wordt een bevor genoemd (het is niet zeker hoe het toen genoemd werd). Deze was vastgemaakt met klinknagels aan de bascinet zelf. De bevor werd soms gecombineerd met een ringkraag. Zo werd de bewegingsvrijheid voor een groot deel bewaard, maar toch was deze minder dan bij een maliënkraag.

### Grote bascinet

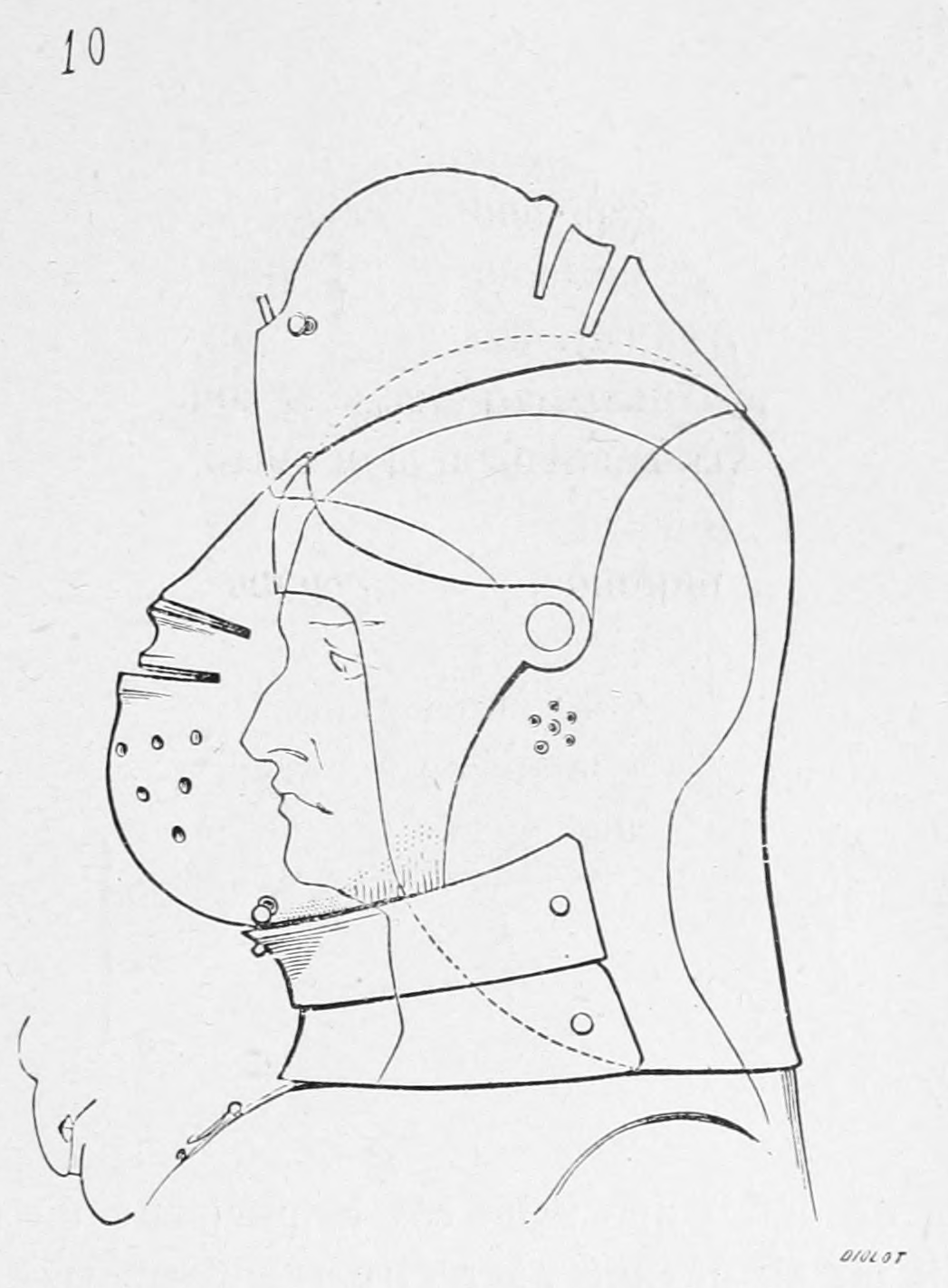
Latere grote bascinet (ca. 1440) met een afgeronde bovenkant en vizier. Op de afbeelding is de positie van het hoofd te zien en de rotatie van het vizier.

Met de vervanging van een maliënkraag door een ringkraag werd in de terminologie de helm met de naam "grote bascinet" geboren. Veel andere geleerden vinden echter dat deze term enkel gebruikt zou mogen worden bij helmen waarvan de helm zelf en de bevor (mits die aanwezig was) direct vastgemaakt waren aan de ringkraag, waardoor de hele helm onbeweeglijk geweest zou zijn.
De vroegste ringkragen waren wijd, aangezien ze de vorm van de maliënkraag nabootsten. Later werden deze echter versmald, waardoor de ringkraag enkel nog kon worden met bewegende klinknagels, zodat de helm opgezet zou kunnen worden. Bij de vroegste grote bascinets was de achterkant van de helm vastgemaakt aan het achterste stuk van de ringkraag, maar bij enkele latere grote bascinets was dit gemaakt uit een stuk. De ringkraag werd vaak vastgebonden aan de borst- en rugplaat van de drager. In deze latere vorm van de bascinet droeg het hoofd de helm niet meer: al het gewicht restte nu op de schouders. De helm kon echter helemaal niet bewegen en ook de drager kon zijn hoofd amper bewegen in de helm. Hoewel deze helm dus een zeer sterke constructie had, limiteerde hij het zicht en beweeglijkheid van de drager.

verschillende varianten van bascinets
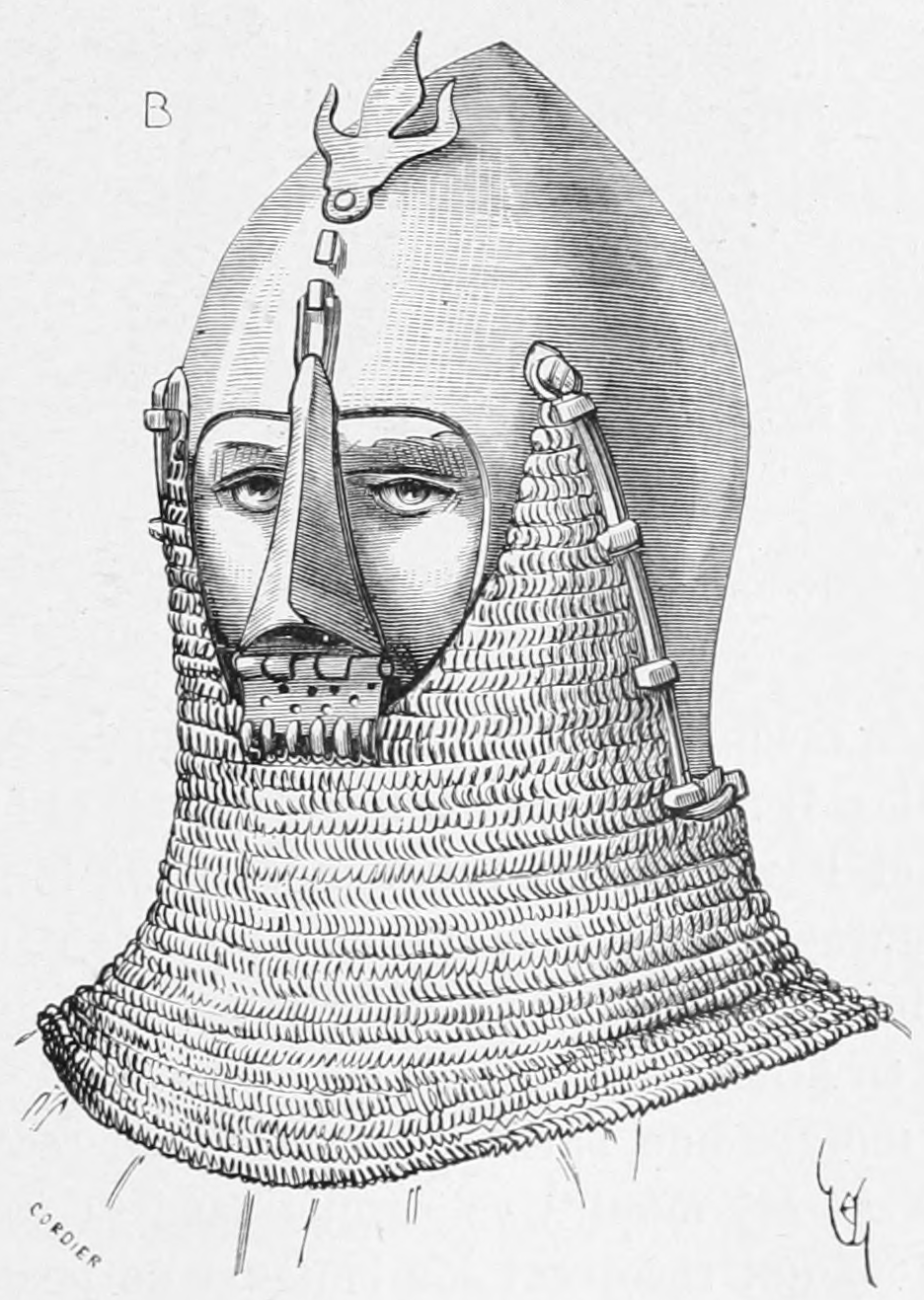
bascinet met bretèche
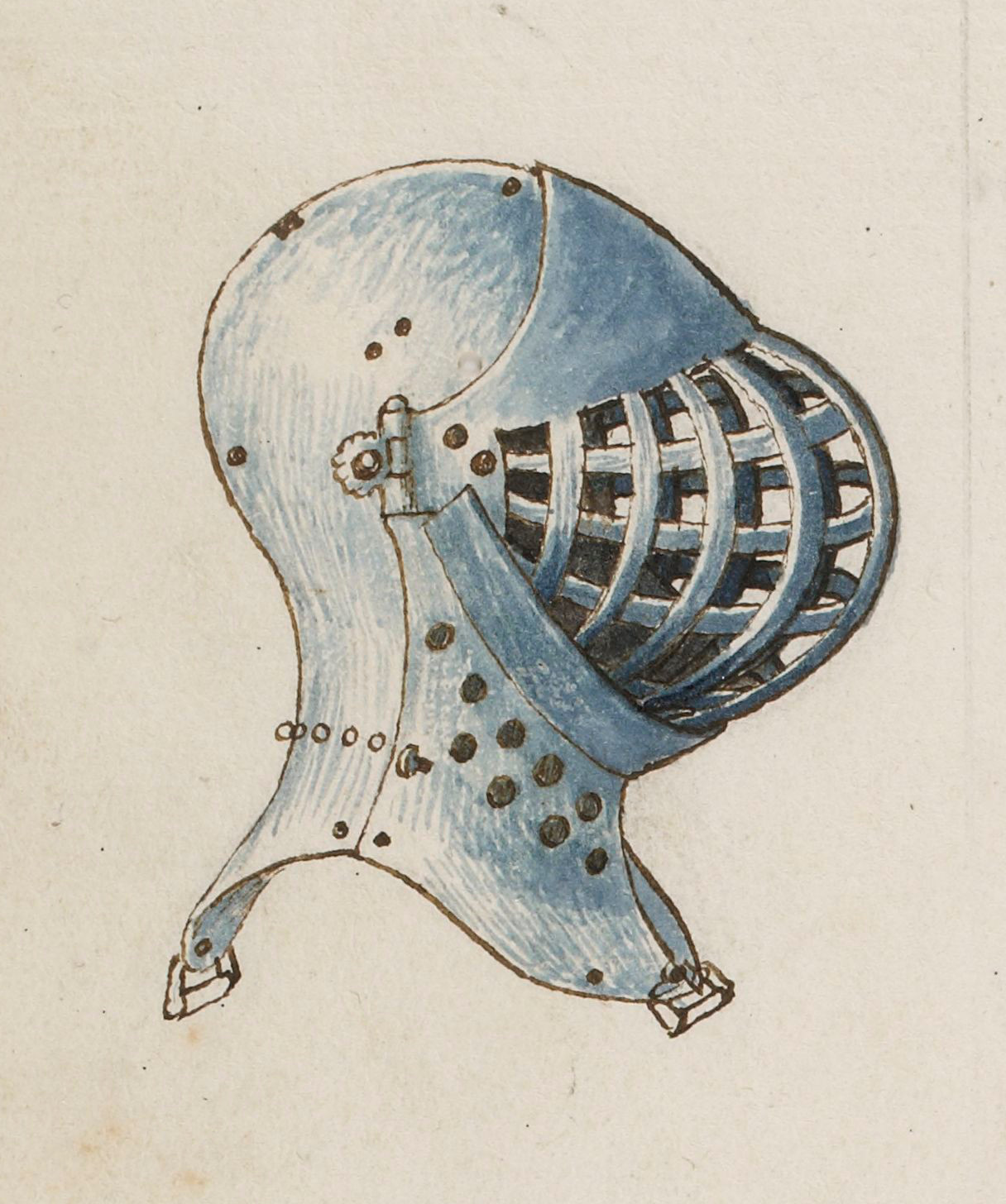
late bascinet voor toernooigebruik
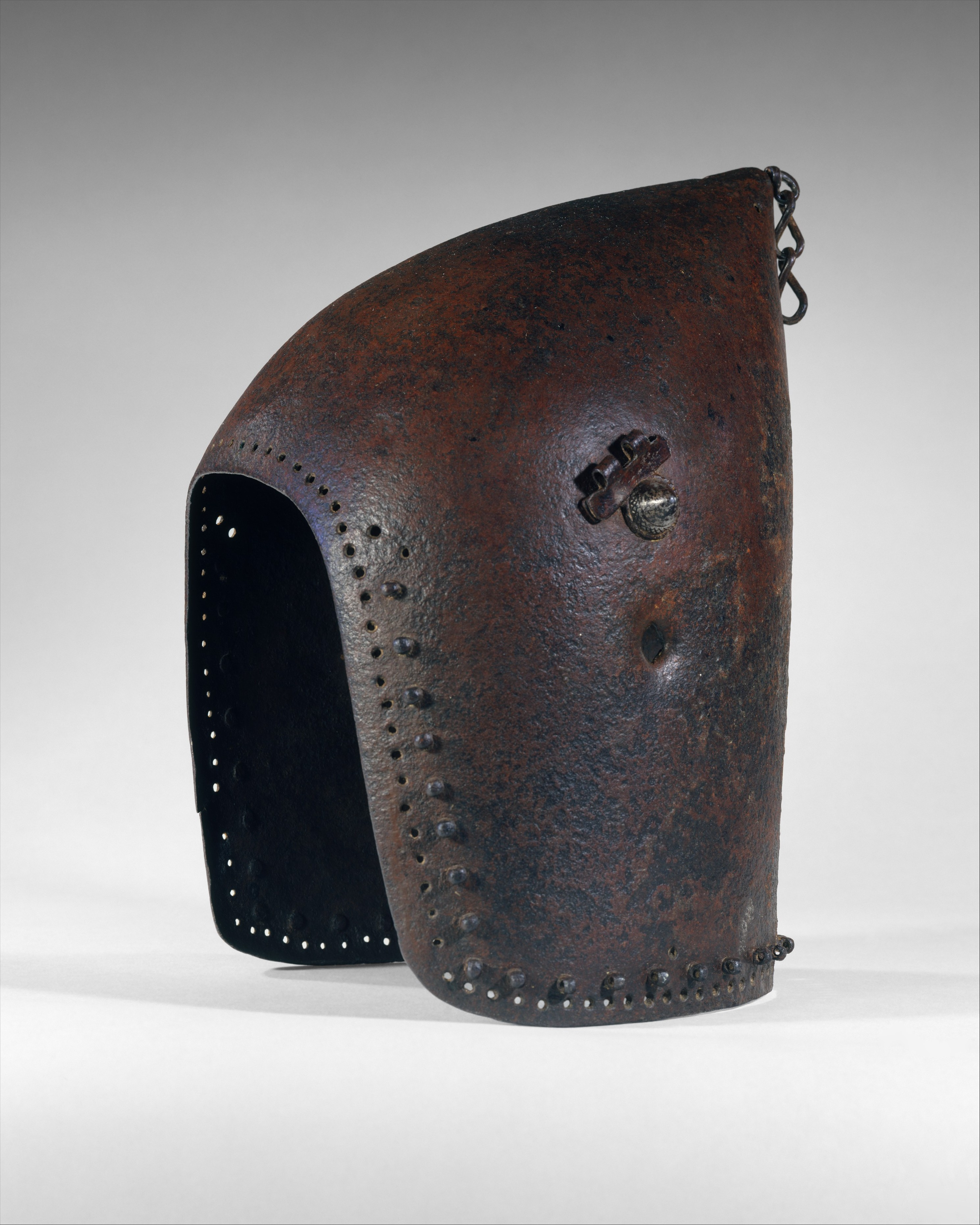
gewone bascinet
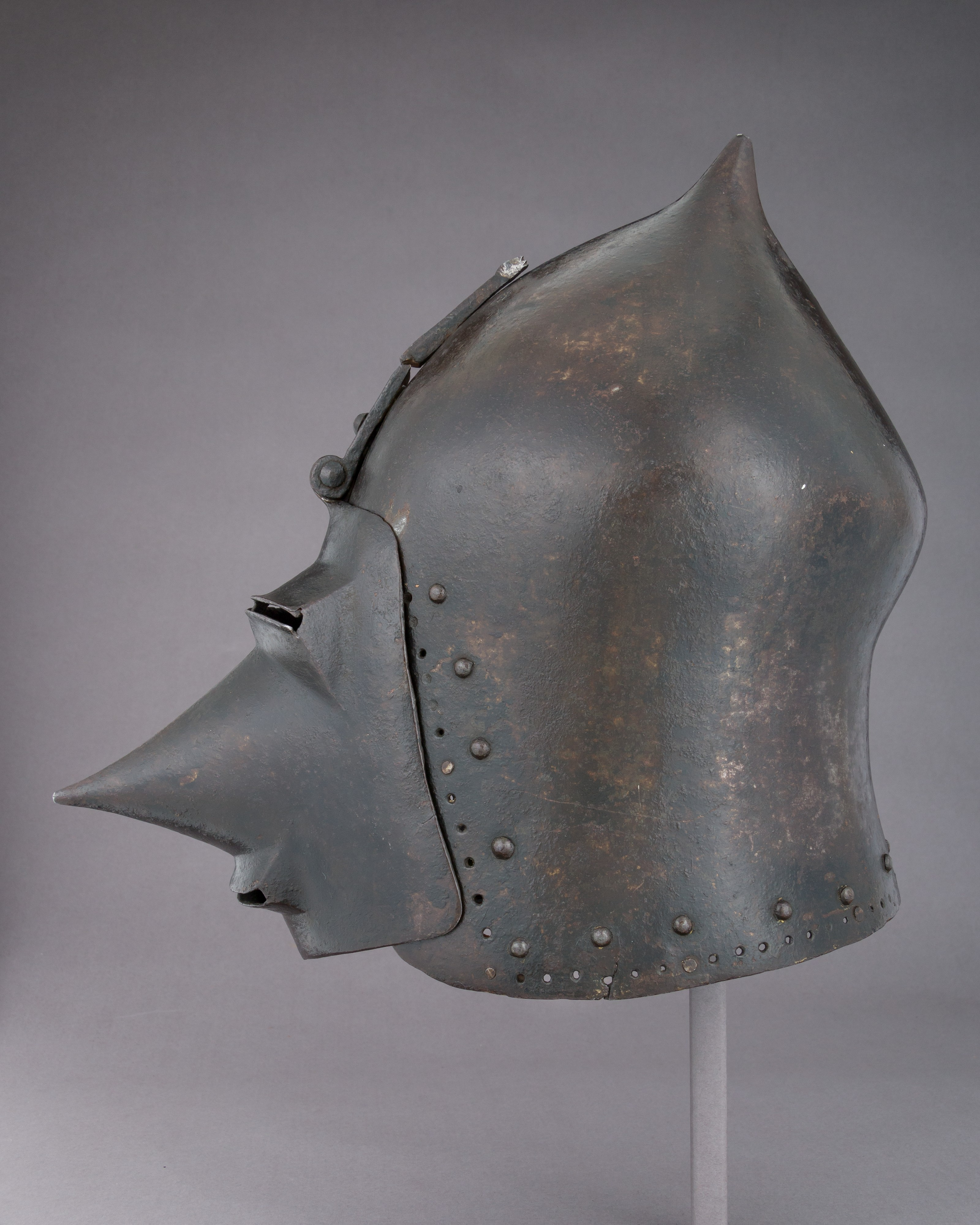
bascinet met klapvizier
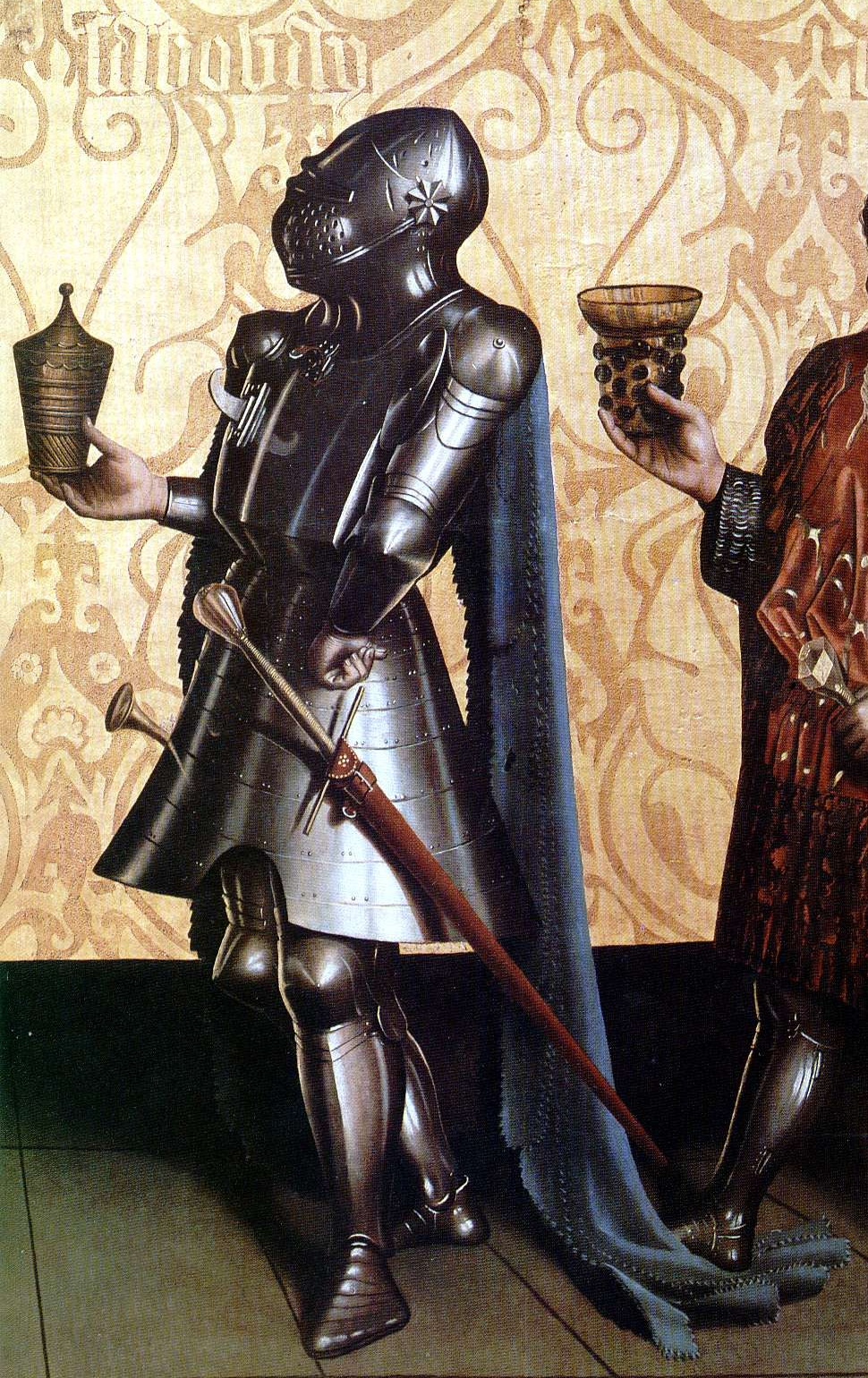
ridder met een grote bascinet

## Gebruik

### Gebruik met grote helm

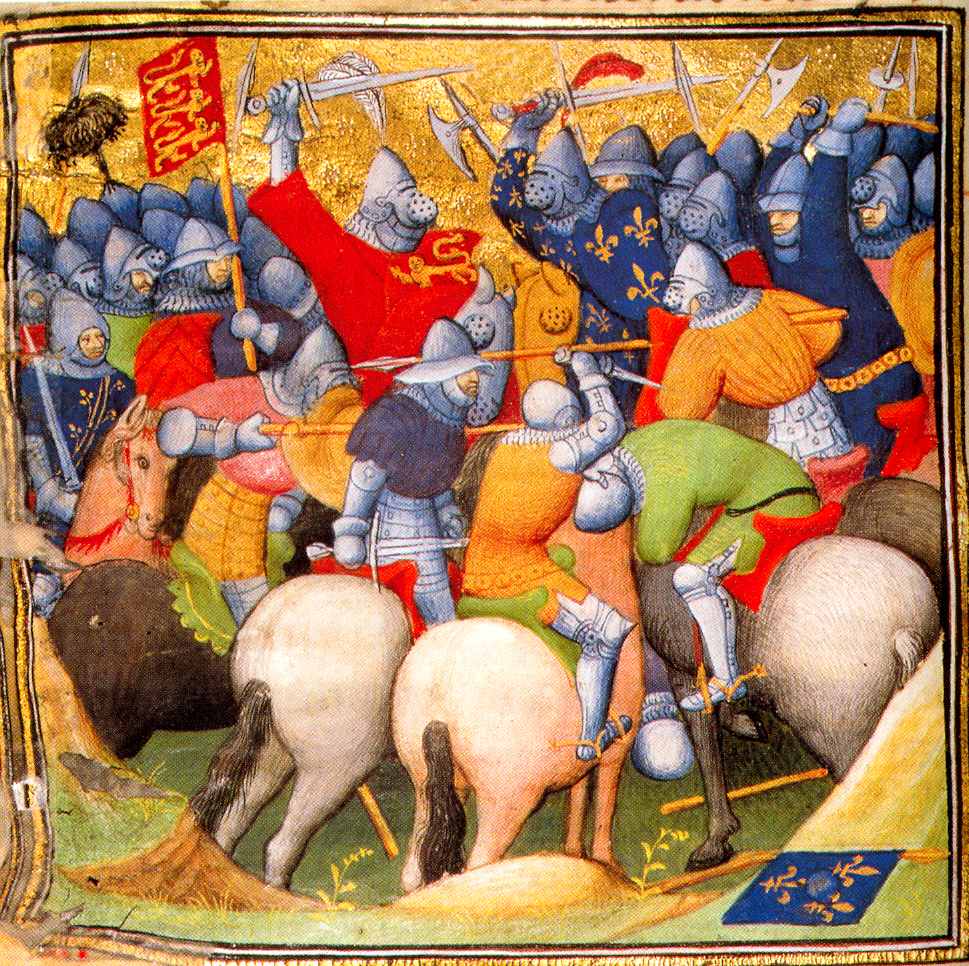
Illustratie uit een manuscript uit de vijftiende eeuw. Op de afbeelding zijn ruiters te zien met bascinets met ronde vizieren, die in gebruik kwamen vanaf ongeveer 1410.

De eerste bascinets konden gedragen worden onder een grote helm. Dit waren enkel de bascinets zonder gezichtsbescherming of een bretèche konden onder zo'n helm gedragen worden. De grote helm gaf veel bescherming, maar ten koste van een belemmerd zicht en verminderde beweeglijkheid. De lichtere types bascinets gaven minder bescherming maar gaven meer bewegingsvrijheid en een beter zicht. Het is echter onduidelijk of het handig was voor een ridder om tijdens een veldslag de grote helm af te doen om verder te vechten met enkel de bascinet. Tegen het midden van de veertiende eeuw werd de grote helm bijna enkel nog gebruikt in toernooien. Het is echter wel bekend dat Hendrik V van Engeland een grote helm boven een bascinet droeg in de Slag bij Azincourt in 1415. Er is vermeld dat hij een slag op zijn hoofd kreeg tijdens de slag, waardoor zijn helm beschadigd raakte; de dubbele bescherming die gegeven werd door twee helmen kan mogelijk zijn leven gered hebben.

### Later gebruik
Tegen het midden van de veertiende eeuw hadden de meeste ridders de grote helm afgedankt ten voordele van een bascinet met een vizier. De bascinet was, met of zonder vizier, de meest gewone helm gedragen in Europa tijdens het grootste deel van de veertiende en de eerste helft van de vijftiende eeuw, dus ook tijdens de Honderdjarige Oorlog. Op illustraties uit die tijd draagt het grootste deel van de ridders een variant van de bascinet. De bascinet was zelfs zo alomtegenwoordig dat het een synoniem werd voor een wapenknecht. Hoewel de bascinet voornamelijk geassocieerd werd met de "ridderlijke" klassen en andere wapenknechten gebruikten gewone infanteristen ook soms een lichtere versie van deze helm. Dit was vooral het geval in regio's die bekend waren voor het rekruteren van gespecialiseerde, professionele infanterie, zoals Engeland, Wales en Italië.
Het basisontwerp van de vroegere, kegelvormige versie van de helm was bedoeld om directe slagen van wapens naar onderen en weg van het hoofd van de drager af te laten ketsen. Latere versies van de bascinets, vooral de grote bascinet, waren ontworpen om zo veel mogelijk plaatsen te bedekken en zo de bescherming te verbeteren. Om dit te bewerkstelligen offerden ze beweeglijkheid en comfort voor de drager op; zo keerden ze ironisch genoeg terug naar de problemen die de vroegere dragers van de grote helm ondervonden hadden en waarvoor de bascinet in gebruik was gekomen om deze te overkomen. Er wordt dan ook vermoed dat armere wapenknechten lichtere bascinets met maliënkragen bleven gebruiken, nog lang nadat de rijken ringkragen in gebruik hadden genomen.

### Afname in gebruik
Kort na 1450 verdween de grote bascinet snel van de slagvelden. Hij werd verplaatst door de armet en de sallet, die lichter waren en waarmee de drager beter kon bewegen. Maar een versie van de grote bascinet, vaak met een kooiachtig vizier, bleef in vizier voor de melee in toernooien tot in de zestiende eeuw.